# Đại công dân
Đại công dân (tiếng Đức: Großbürger) là công dân của một thành phố ở Đức, người đã giành được quyền đại công dân của thành phố. Ngày nay những người trong giới được gọi là "đại công dân" chỉ đơn thuần là giới thượng lưu, giàu có. Về vấn đề này, thuật ngữ này cũng tương tự như giới quý tộc (La Mã cổ đại), ngoài dùng để để chỉ gia đình quý tộc thì còn áp dụng cho những gia đình mà có tầm quan trọng trong lịch sử của một thành phố.

## Quyền đại công dân
Để có quyền đại công dân cũng phải trả tiền như quyền công dân, nhưng đắt hơn gấp nhiều lần. Quyền đại công dân - ít nhất là ở Hamburg - trong dòng nam là cha truyền con nối.